# Lederer Ragnarsdóttir Oei
LRO (Lederer Ragnarsdóttir Oei) ist ein deutsches Architekturbüro mit Sitz in Stuttgart.

## Geschichte
Das Büro wurde 1979 von Arno Lederer gegründet und ab 1985 in Büropartnerschaft mit Jórunn Ragnarsdóttir geführt; 1992 kam Marc Oei als dritter Partner hinzu.
Ab 1. Januar 2012: LRO Lederer Ragnarsdóttir Oei GmbH & Co. KG, Geschäftsführer: Arno Lederer, Jórunn Ragnarsdóttir, Marc Oei und Katja Pütter.
Seit Juni 2021 firmieren das Stuttgarter Büro als LRO GmbH & Co. KG (Geschäftsführende Gesellschafter: Marc Oei, Katja Pütter, Klaus Hildenbrand, Heiko Müller – Mitarbeiterzahl 2022: etwa 50), das Berliner Büro als lederer ragnarsdóttir architekten PartGmbB.

## Werk
Wichtige Bezugspunkte für die Arbeiten des Büros Lederer Ragnarsdóttir Oei sind – neben Le Corbusier und Louis I. Kahn – vor allem skandinavische Architekten wie Alvar Aalto, Sigurd Lewerentz, Klas Anshelm und Peter Celsing. Sowohl die hier zu entdeckende haptische Materialität als auch die körperhaft umschlossenen Räume, deren Wirkung durch eine gezielte Lichtführung unterstützt wird, stehen der architektonischen Haltung des Büros sehr nahe.
Die frühen Projekte wie die Wohn- und Geschäftshäuser, die Bibliothek und das Bankgebäude in der Stadtmitte Fellbach (1987) lassen mit ihrer kubischen Ästhetik und der Favorisierung des weißen Putzes zunächst noch eine Nähe zur Architektur der Klassischen Moderne erkennen. Auch das Haus Baur in Stuttgart (1992) folgt noch recht stark dem Formenkanon der Moderne. Demgegenüber entstehen in dieser Zeit jedoch auch erste Bauten, die sich durch ihre Kubatur, ihre Farb- oder Materialwahl spürbar davon entfernen. Beispielhaft hierfür stehen das in kräftigem Blau verputzte, von einem flach geneigten Satteldach umschlossene Wohnhaus Zeller in Stuttgart (1988) oder auch der sanft geschwungene Kindergarten „Rübenloch“ in der Altstadt von Tübingen (1989), der durch seine weiß-gelb-blaue Fassade und das hohe Satteldach eine merklich andere Prägung erfährt. Entscheidend für das weitere Vokabular des Büros ist das 1991 realisierte Finanzamt in Reutlingen: Bereits hier wird die anthrazitfarbene, nur an gezielten Stellen geöffnete Klinkerfassade mit weißen Lagerfugen zu einem wichtigen Gestaltungselement. Die Körperhaftigkeit und räumliche Umschlossenheit werden insbesondere in der neuen Eingangshalle des Finanzamts spürbar. In derselben Haltung und Materialität entsteht 1997 die Hauptverwaltung der EnBW (Energie Baden-Württemberg) im Stadtzentrum von Stuttgart. Auch hier betonen die unterschiedlich gefärbten Stoß- und Lagerfugen des anthrazitfarbenen Klinkers die Horizontalität und Schwere des Gebäudes.
Beim Salem International College in Überlingen am Bodensee (2000) sowie bei der Schule mit Sporthalle in Ostfildern (2002) besteht die Fassade erstmals aus grob vermörteltem Ziegelmauerwerk. Dieser Eindruck des Neuen und gleichzeitig Vertrauten, der sich direkt von den skandinavischen Vorbildern ableitet, wird zu einem prägenden Element dieser Schulbauten.
Ein Schlüsselwerk war die Grundinstandsetzung des Hessischen Staatstheaters in Darmstadt (2006), bei der aus einem im Geiste der autogerechten Stadt konzipierten „Drive-in-Theater“ aus den frühen 1970er Jahren ein zur Stadt offenes Theater mit einem neuen, organisch geformten Eingangsbauwerk entsteht.
Die 2009 eingeweihte Erweiterung der Schule Marianum des Klosters in Hegne am Bodensee führt die Reihe der grob vermörtelten Ziegelbauten fort, ein weiterer Bau dort wurde im April 2022 eingeweiht. Beim Bildungszentrum Bestehornpark in Aschersleben aus 2010 besteht die Fassade des Neubaus erstmals aus geschlämmtem Mauerwerk.

## Werkliste
Quellen:
- LRO-Webseite: Ausführliche Beschreibung, Literaturangaben und Fotos zu den Bauten von LRO ab 1997.[4]
- #Lederer 2013.2: Werkliste mit sämtlichen Werken von LRO von 1976 bis 2011.

| Bild | Jahr | Kategorie                       | Bauwerk | Adresse                                       |
| ---- | ---- | ------------------------------- | --- | --------------------------------------------- |
|      | 1991 | Behörden                        | Finanzamt in Reutlingen | Reutlingen, Leonhardsplatz 1                  |
|      | 1997 | Bürogebäude                     | Ehemalige Hauptverwaltung der EnBW Stuttgart, seit 2009 Sitz der EnBW Netze BW. – Die Gebäudehälfte an der Kriegsbergstraße wurde in den siebziger Jahren von dem Büro Kammerer + Belz gebaut, die Gebäudehälfte an der Jägerstraße (Abbildung) von LRO. | Stuttgart, Kriegsbergstraße 32                |
|      | 1999 | Bildung                         | Tagungszentrum der Katholischen Akademie Stuttgart-Hohenheim. | Stuttgart, Paracelsusstraße 91–93             |
|      | 2000 | Bildung                         | Salem International College mit Internat in Überlingen am Bodensee. | Überlingen, Kurt-Hahn-Straße, Nördlich Härlen |
|      | 2001 | Kirchliche Bauten               | Franz-Josef-Fischer-Haus, Gemeindezentrum der katholischen Kirchengemeinde St. Antonius in Stuttgart-Zuffenhausen mit Gemeindehaus und Seniorenwohnungen.                                                                                                | Stuttgart, Besigheimer Straße 19              |
|      | 2002 | Bildung                         | Schule im Park, Grund- und Werkrealschule in Ostfildern-Scharnhauser Park. | Ostfildern, Gerhard-Koch-Straße 6             |
|      | 2002 | Wohnhaus                        | Haus Gunter in Stuttgart, Wohnhaus von Arno Lederer und Jórunn Ragnarsdóttir. | Stuttgart, Gunterstraße 5A/5B                 |
|      | 2003 | Bildung                         | Gustav-von-Schmoller-Schule in Heilbronn. 1.–3. Neubau 4. Altbau und Pavillon von 1957 | Heilbronn, Frankfurter Straße 63              |
|      | 2004 | Bürogebäude                     | Sanierung und Neubau der Helvetia Versicherungen in Frankfurt am Main. | Frankfurt am Main, Berliner Straße 56–58      |
|      | 2006 | Theater                         | Sanierung und Erweiterung des Hessischen Staatstheaters in Darmstadt. | Darmstadt, Georg-Büchner-Platz 1              |
|      | 2006 | Büro- und Geschäftshaus         | Weißes Haus. Umbau des ehemaligen Lerche-Hauses von Max Bächer von 1974. | Stuttgart, Königstraße 43B                    |
|      | 2007 | Verwaltung                      | Rathaus in Eppingen. | Eppingen, Marktplatz 1                        |
|      | 2007 | Kirchliche Bauten               | Heinrich-Fries-Haus, Haus der katholischen Kirche in Heilbronn. | Heilbronn, Bahnhofstraße 13                   |
|      | 2007 | Büro- und Geschäftshaus         | Empfangs- und Ausstellungsgebäude feco-Forum in Karlsruhe. | Karlsruhe, Am Storrenacker 24                 |
|      | 2008 | Bildung                         | Duale Hochschule Baden-Württemberg Lörrach (DHBW). | Lörrach, Hangstraße 46–50                     |
|      | 2009 | Bildung                         | Kloster Hegne Marianum in Allensbach. | Allensbach-Hegne, Konradistraße 12            |
|      | 2009 | Kirchliche Bauten               | Gemeindehaus der Evangelischen Kirchengemeinde Stuttgart-Uhlbach. | Stuttgart, Passeier Straße 7                  |
|      | 2010 | Platz                           | Georg-Büchner-Anlage beim Hessischen Staatstheater Darmstadt. | Darmstadt, Georg-Büchner-Platz                |
|      | 2010 | Bildung                         | Bildungszentrum Bestehornpark in Aschersleben. | Aschersleben, Heinrichstraße                  |
|      | 2011 | Behörden                        | Temporärer Amtssitz des Bundesverfassungsgerichts in Karlsruhe-Waldstadt. | Karlsruhe, Rintheimer Querallee 11            |
|      | 2011 | Büro- und Geschäftshaus         | Büro- und Geschäftshaus Kaiserkarree in Karlsruhe. | Karlsruhe, Kaiserstraße 74                    |
|      | 2011 | Verwaltung                      | Rathaus in Brackenheim. 1. Westfassade 2. Zwischenbau 3. Ostfassade 4. Altes Rathaus | Brackenheim, Marktplatz 1                     |
|      | 2012 | Wohngebäude                     | Gästehaus des Haupt- und Landgestüts Marbach in Gomadingen. | Gomadingen, Gestütshof 1                      |
|      | 2013 | Museum                          | Kunstmuseum Ravensburg. | Ravensburg, Burgstraße 9                      |
|      | 2013 | Museum                          | Museum – Information – Kunst Ludwigsburg. | Ludwigsburg, Eberhardstraße 1                 |
|      | 2013 | Bildung                         | Waldorfkindergarten Esslingen am Neckar. | Esslingen, Weilstraße 94                      |
|      | 2013 | Kirchliche Bauten               | Sanierung und Erweiterung des Bischöflichen Ordinariats Rottenburg am Neckar. | Rottenburg am Neckar, Eugen-Bolz-Platz 1      |
|      | 2014 | Bildung                         | Neubau des Hospitalhofs in Stuttgart (Gebäude des Evangelischen Bildungszentrums Hospitalhof Stuttgart). | Stuttgart, Büchsenstraße 33                   |
|      | 2015 | Büro / Verwaltung               | Sparkasse Ulm | Ulm, Neue Straße 60                           |
|      | 2016 | Bürogebäude                     | Bürogebäude im Arnulfpark München | München, Erika-Mann-Straße 31–37              |
|      | 2017 | Kirchliche Bauten               | Sanierung der Hospitalkirche Stuttgart | Stuttgart, Büchsenstraße 33                   |
|      | 2017 | Museum                          | Historisches Museum Frankfurt | Frankfurt am Main, Saalhof 1                  |
|      | 2017 | Museum                          | Umbau des Wilhelmspalais von der Stadtbücherei zum Stadtmuseum | Stuttgart, Konrad-Adenauer-Straße 2           |
|      | 2017 | Bildung                         | Johann-Pachelbel-Realschule / Staatliche Fachoberschule II in Nürnberg. | Nürnberg, Rothenburger Straße 401             |
|      | 2019 | Verwaltung                      | dialogicum, Neubau dm-drogerie markt Unternehmenszentrale in Karlsruhe | Karlsruhe, Am dm-Platz 1                      |
|      | 2020 | Bildung                         | Schulerweiterung und Wohnen Köln-Lindenthal | Köln, Clarenbachstraße 1                      |
|      | 2020 | Bibliothek                      | Erweiterungsbau der Württembergischen Landesbibliothek Stuttgart | Stuttgart, Konrad-Adenauer-Straße 10          |
|      | 2021 | Bildung                         | Musikzentrum Plochingen | Plochingen, Eisenbahnstraße 59                |
|      | 2021 | Theater                         | Münchner Volkstheater | München, Tumblingerstraße 29                  |
|      | 2022 | Verwaltung                      | Verwaltungsgebäude des Landratsamts Esslingen | Plochingen, Am Aussichtsturm 7                |
|      | 2022 | Bildung                         | Schulerweiterung Marianum – Zentrum für Bildung und Erziehung, Allensbach-Hegne | Allensbach, Konradistraße                     |
|      | 2023 | Forschung / Verwaltung          | Hightech Innovation Center München für Würth Elektronik eiSos | München-Freiham, Clarita-Bernhard-Straße 9    |
|      | 2023 | Verwaltung                      | Sparkassen-Zentrale, Dienstleistungszentrum der Sparkasse Markgräflerland | Weil am Rhein, Am Messeplatz 1                |
|      | 2023 | Wohnhaus                        | Mehrfamilienhaus und Schaulager in Bad Saulgau | Bad Saulgau, Lindenstraße 21                  |
|      | 2024 | Museum                          | Neugestaltung Vorplatz StadtPalais und Boulevard | Stuttgart, Konrad-Adenauer-Straße 2           |
|      | 2024 | Bildung                         | Grundschule auf Franklin Mannheim | Mannheim, Wasserwerkstraße 64                 |
|      | 2024 | Bildung                         | Grundschule Am Baakenhafen in Hamburg | Hamburg, Baakenallee 33                       |
|      | 2024 | Bildung                         | Umbau- und Sanierung Schule im Park in Ostfildern | Gerhard-Koch-Straße 6, 73760 Ostfildern       |
|      | 2024 | Bürogebäude                     | i4 – Bürogebäude im Werksviertel | Friedenstraße 24a, 81671 München              |
|      | 2025 | Bürogebäude mit Rundfunkstudios | Neubau SWR Studio Tübingen | Matthias-Koch-Weg 1, 72074 Tübingen           |

## Auszeichnungen (Auswahl)
- 2000: Hugo-Häring-Preis des BDA, für die Hauptverwaltung der EVS (EnBW) in Stuttgart
- 2001: Auszeichnung zum Deutschen Architekturpreis, für die Schule mit Sporthalle in Ostfildern
- 2003: Hugo-Häring-Preis des BDA. für die Schule mit Sporthalle in Ostfildern
- 2005: Auszeichnung guter Bauten des BDA, für die Gustav-von-Schmoller Schule in Heilbronn
- 2005: Auszeichnung vorbildlicher Bauten im Land Hessen, Architekten- und Stadtplanerkammer Hessen, für die Helvetia Direktion Deutschland in Frankfurt a. M.
- 2006: Nominierung für den Mies van der Rohe Award for European Architecture, Fundació Mies van der Rohe in Barcelona, für das Staatstheater Darmstadt
- 2008: Auszeichnung Guter Architektur in Hessen BDA; Joseph-Maria-Olbrich-Plakette, für das Staatstheater Darmstadt
- 2008: Auszeichnung guter Bauten des BDA, für das Büro- und Geschäftshaus „Das Weiße Haus“ in Stuttgart
- 2008: Architekturpreis „Farbe – Struktur – Oberfläche“, für das Staatstheater Darmstadt
- 2009: Hugo-Häring-Preis des BDA, für das feco-Forum in Karlsruhe
- 2010: Nominierung für den Architekturpreis Große Nike des BDA, für das Staatstheater Darmstadt und das feco-Forum in Karlsruhe
- 2011: Auszeichnung vorbildlicher Bauten im Land Hessen, Architekten- und Stadtplanerkammer Hessen, für die Georg-Büchner-Anlage vor dem Staatstheater Darmstadt
- 2011: Hugo-Häring-Auszeichnung (erste Stufe) des BDA, für das Kloster Hegne Marianum in Allensbach am Bodensee, den temporären Amtssitz des Bundesverfassungsgerichts in Karlsruhe sowie die Duale Hochschule Baden-Württemberg in Lörrach
- 2012: Auszeichnung „Gestaltungspreis der Wüstenrot-Stiftung – Zukunft der Vergangenheit“, für den temporären Amtssitz des Bundesverfassungsgerichts in Karlsruhe
- 2012: Hugo-Häring-Preis des BDA, für das Kloster Hegne Marianum in Allensbach am Bodensee
- 2012: Belobigung beim Deutschen Städtebaupreis, für die Georg-Büchner-Anlage vor dem Staatstheater Darmstadt
- 2012: Auszeichnung „Beispielhaftes Bauen“ der Architektenkammer Baden-Württemberg, für den temporären Amtssitz des Bundesverfassungsgerichts und das feco-Forum in Karlsruhe
- 2013: Deutscher Architekturpreis, für das Kunstmuseum Ravensburg[9]
- 2013: Auszeichnung Europäischer Architekturpreis Energie + Architektur 2012, für das Kunstmuseum Ravensburg
- 2013: Beispielhaftes Bauen im Landkreis Ludwigsburg 2006–2013 der Architektenkammer Baden-Württemberg, für das MIK Ludwigsburg
- 2013: Auszeichnung Deutscher Nachhaltigkeitspreis 2013, für das Kunstmuseum Ravensburg
- 2014: DAM Preis für Architektur in Deutschland 2014, für das Kunstmuseum Ravensburg
- 2014: Wienerberger Brick Award 2014, für das Kunstmuseum Ravensburg
- 2014: Passive House Award 2014 – Kategorie „Sonderbauten“ des Passivhaus-Instituts Darmstadt, für das Kunstmuseum Ravensburg
- 2014: Hugo-Häring-Auszeichnungen 2014 des BDA, für das Rathaus Brackenheim | Haus Reisch Bad Saulgau | Kunstmuseum Ravensburg | Neubau Hospitalhof Stuttgart | Gästehaus Landgestüt Marbach | Bischöfliches Ordinariat Rottenburg
- 2014: Winner Silver Fritz-Höger-Preis 2014, für das Bischöfliche Ordinariat Rottenburg
- 2014: Gestaltungspreis der Wüstenrot Stiftung 2014, für den Neubau Hospitalhof Stuttgart
- 2015: Finalist beim Mies van der Rohe European Union Prize for Contemporary Architecture 2015, mit dem Kunstmuseum Ravensburg
- 2015: Hugo-Häring-Landespreis 2015 des BDA, für den Neubau Hospitalhof Stuttgart und das Bischöfliche Ordinariat Rottenburg
- 2015: Auszeichnung „Beispielhaftes Bauen Landkreis und Stadt Heilbronn 2010–2015“ der Architektenkammer Baden-Württemberg, für das Rathaus Brackenheim
- 2015: Auszeichnung „Beispielhaftes Bauen Stuttgart 2011–2015“ der Architektenkammer Baden-Württemberg, für den Hospitalhof Stuttgart
- 2016: Staatspreis Baukultur Baden-Württemberg, Kategorie: Bauen für die Gemeinschaft, Ministerium, für Verkehr und Infrastruktur Baden-Württemberg (MVI) für den Hospitalhof Stuttgart
- 2016: Auszeichnung „Beispielhaftes Bauen Landkreis Ravensburg 2010–2016“ der Architektenkammer Baden-Württemberg, für das Kunstmuseum Ravensburg
- 2016: Auszeichnung beim Deutschen Städtebaupreis 2016, für den Hospitalhof und Hospitalplatz Stuttgart
- 2016: Großer DAI-Preis für Baukultur 2016
- 2017: Nominierung für den Mies van der Rohe European Union Prize for Contemporary Architecture 2017, für die Sparkasse Ulm
- 2017: Auszeichnung „Beispielhaftes Bauen Landkreis Tübingen 2011–2017“ der Architektenkammer Baden-Württemberg, für das Bischöfliches Ordinariat Rottenburg
- 2017: Hugo-Häring-Auszeichnung 2017 (erste Stufe) des BDA, für die Sparkasse Ulm und das Stadtmuseum im Wilhelmspalais
- 2017: Auszeichnung Vorbildliche Bauten im Land Hessen 2017, Architekten- und Stadtplanerkammer Hessen, für das Historische Museum Frankfurt
- 2018: Auszeichnung guter Architektur in Hessen – Martin-Elsaesser-Plakette 2018, BDA Frankfurt, für das Historische Museum Frankfurt
- 2018: Preisträger Deutscher Naturstein-Preis 2018 des Deutschen Naturwerksteinverbands / BDA / NürnbergMesse, für das Historische Museum Frankfurt
- 2018: Auszeichnung Guter Bauten Franken, für Johann-Pachelbel-Realschule und Staatliche FOS II, Nürnberg[10]
- 2020: Architekturpreis Beton 2020, Erweiterungsbau der Württembergischen Landesbibliothek Stuttgart
- 2020: Auszeichnung vorbildlicher Bauten in NRW 2020, Architektenkammer Nordrhein-Westfalen, für die Schulerweiterung und Wohnen Köln-Lindenthal
- 2020: Hugo-Häring-Auszeichnung 2020, BDA Karlsruhe, für das dialogicum, dm-drogerie markt Unternehmenszentrale Karlsruhe
- 2020: Hugo-Häring-Auszeichnung 2020, BDA Stuttgart, für die 16 Stationen der Remstalgartenschau 2019
- 2020: Hugo-Häring-Auszeichnung 2020, BDA Stuttgart, für die Erweiterung der Württembergischen Landesbibliothek Stuttgart
- 2021: Auszeichnung Kölner Architekturpreis 2021, für Schulerweiterung und Wohnen (Domsingschule) in Köln-Lindenthal
- 2021: Beispielhaftes Bauen Landkreis Sigmaringen 2012–2021, Architektenkammer Baden-Württemberg, für das Haus R. in Bad Saulgau
- 2021: Sonderpreis IWS ImmobilienAward 2021 für den Umbau der ehemaligen EnBW Hauptverwaltung Stuttgart
- 2021: Hugo-Häring Landespreis 2021, BDA Baden-Württemberg, für das dialogicum, dm-drogerie markt Unternehmenszentrale in Karlsruhe
- 2021: Anerkennung Deutscher Ziegelpreis 2021, für das dialogicum, dm-drogerie markt Unternehmenszentrale in Karlsruhe
- 2022: Anerkennung Otto-Borst-Preis für Stadterneuerung 2022 des Forum Stadt – Netzwerk historischer Städte e. V., für das Münchner Volkstheater
- 2022: polis award, 3. Preis in der Kategorie „reaktivierte Zentren“, für das Münchner Volkstheater
- 2023: Finalist beim DAM Preis, für Architektur 2023 (Deutsches Architektur Museum, Frankfurt a. M.), Münchner Volkstheater
- 2023: Hugo-Häring-Auszeichnung 2023, BDA Bodensee, für die Schulerweiterung Marianum – Zentrum für Bildung und Erziehung, Allensbach-Hegne
- 2023: Hugo-Häring-Auszeichnung 2023, BDA Esslingen – Göppingen, für das Musikzentrum Plochingen
- 2023: Beispielhaftes Bauen Stuttgart 2019–2023, Architektenkammer Baden-Württemberg, für die Erweiterung der Württembergischen Landesbibliothek in Stuttgart
- 2023: Beispielhaftes Bauen Stuttgart 2019–2023, Architektenkammer Baden-Württemberg, für K32 – Hotel und Umbau Bürogebäude Stuttgart[11]
- 2024: Beispielhaftes Bauen Karlsruhe 2018–2024, Architektenkammer Baden-Württemberg, für dialogicum, Neubau dm-drogerie markt Unternehmenszentrale in Karlsruhe
- 2024: Beispielhaftes Bauen Landkreis Esslingen 2018–2024, Architektenkammer Baden-Württemberg für Musikzentrum Plochingen
- 2024: BDA Regionalpreis Oberbayern, Anerkennung: Münchner Volkstheater
- 2024: DAM Preis für Architektur in Deutschland, Nominierung/Longlist, für Deutsches Architektur Museum (DAM) Frankfurt und Sparkassen-Zentrale in Weil am Rhein
- 2024: BDA Hamburg Architektur Preis 2024, ein 1. Preis: Grundschule Am Baakenhafen in Hamburg

## Publikationen

### Verzeichnisse
- Arno Lederer: Publikationen – Beiträge und Essays. Stuttgart 2019; archlro.de (Publikationsliste 1990–2019).
- Arno Lederer: Werkverzeichnis. Stuttgart 2020; archlro.de (Werkverzeichnis 1976–2020).

### Einzelne Publikationen
- Arno Lederer, Jórunn Ragnarsdóttir: Wohnen heute = Housing today. [Übers. ins Englische: Peter Green]. Krämer, Stuttgart / Zürich 1992, ISBN 3-7828-0616-6, 147 S.
- Arno Lederer: Über das Bauen mit Ziegeln. In: a+u Architecture and Urbanism Oktober 2001; archlro.de (PDF)
- Arno Lederer, Bettina Hintze: Die besten Einfamilienhäuser unter 150 m². Deutschland – Österreich – Schweiz. Callwey, München 2004, ISBN 3-7667-1598-4 (Häuser-Award …; 2004), 158 S.